# ضبط مقياس الارتفاع

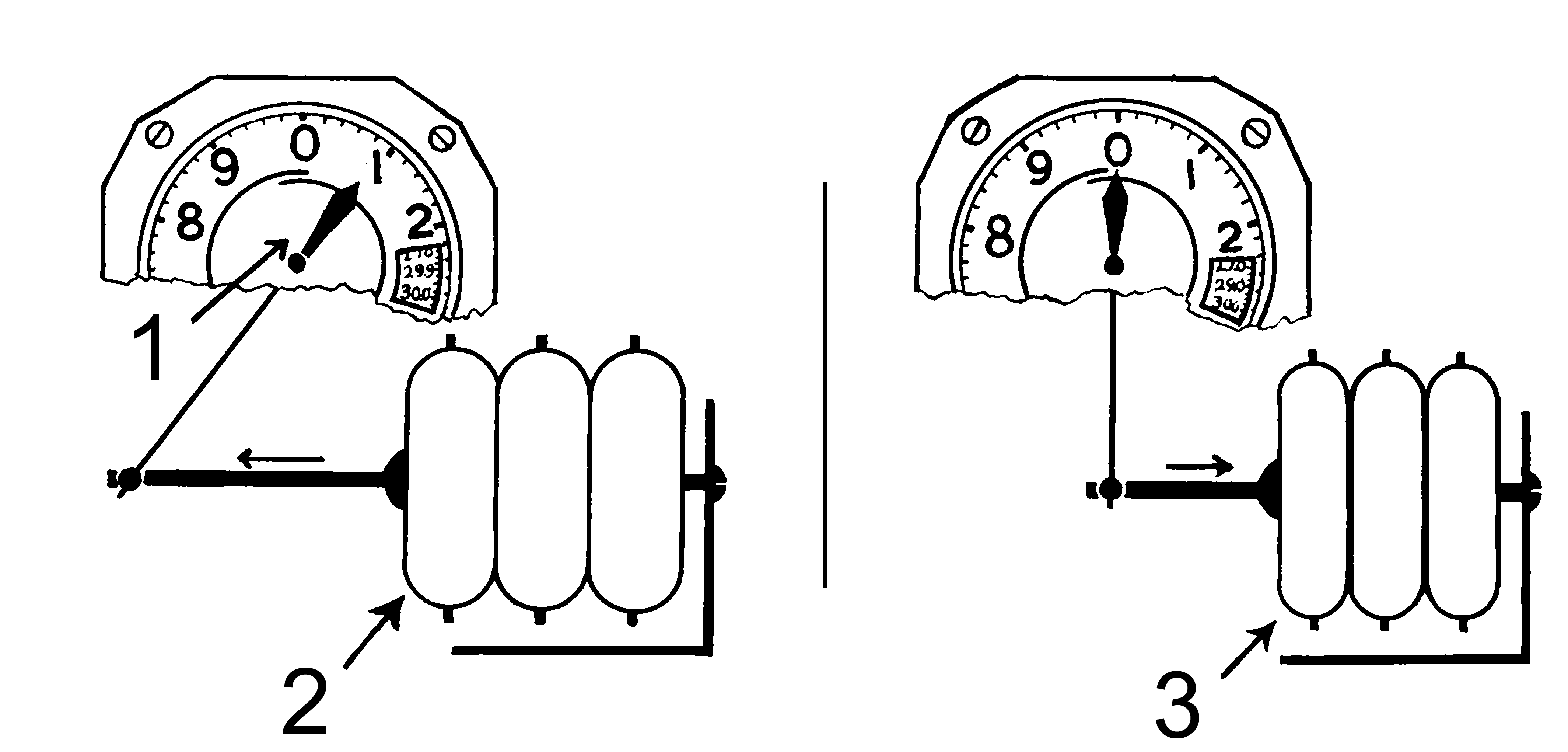
مخطط فني خطي لمقياس الارتفاع قيد التنفيذ.

صبط مقياس الارتفاع هو قيمة الضغط الجوي المستخدم لضبط مقياس فرعي لمقياس ارتفاع الضغط بحيث يشير إلى ارتفاع طائرة فوق سطح مرجعي معروف. يمكن أن يكون هذا المرجع هو متوسط ضغط مستوى سطح البحر (QNH)؛ الضغط في المطار السطحي القريب (QFE)؛ أو مستوى الضغط 1,013.25 هكتوباسكال (29.921 inHg) والذي يعطي ضغطًا مرتفعًا ويستخدم للحفاظ على أحد مستويات الطيران القياسية.
يتم عرض إعداد مقياس الضغط الحساس في نافذة كولسمان.
يعد إعداد مقياس الارتفاع QNH أحد البيانات المضمنة في رسائل تقرير الطقس للمطار (METAR) من محطات الطقس بالإضافة إلى ضغط السطح. الإعداد البديل هو QFE:
1. QNH: هو إعداد مقياس الارتفاع البارومتري الذي يتسبب في أن يقرأ مقياس الارتفاع ارتفاع المطار فوق متوسط مستوى سطح البحر عند تواجده في المطار. في ظروف درجة حرارة ISA، سيقرأ مقياس الارتفاع الارتفاع فوق متوسط مستوى سطح البحر بالقرب من المطار.
2. QFE: هو إعداد مقياس الارتفاع البارومتري الذي يتسبب في قراءة مقياس الارتفاع للصفر عندما يكون في المسند المرجعي لمطار معين (في الممارسة العملية، يكون المرجع المرجعي إما مركز مطار أو عتبة مدرج). في ظروف درجة حرارة ISA، سيقرأ مقياس الارتفاع الارتفاع فوق عتبة المطار / المدرج بالقرب من المطار.

QNH و QFE عبارة عن رموز Q عشوائية وليست اختصارات، ولكن غالبًا ما يستخدم الطيارون أسلوب الإستذكار «الارتفاع البحري» (لـ QNH) و «ارتفاع المجال» (لـ QFE) للتمييز بينهما.